# Вознесенский скит Соловецкого монастыря
Вознесенский скит — один из скитов Соловецкого монастыря, основанный в XIX веке на Секирной горе Большого Соловецкого острова Соловецкого архипелага.

## История скита

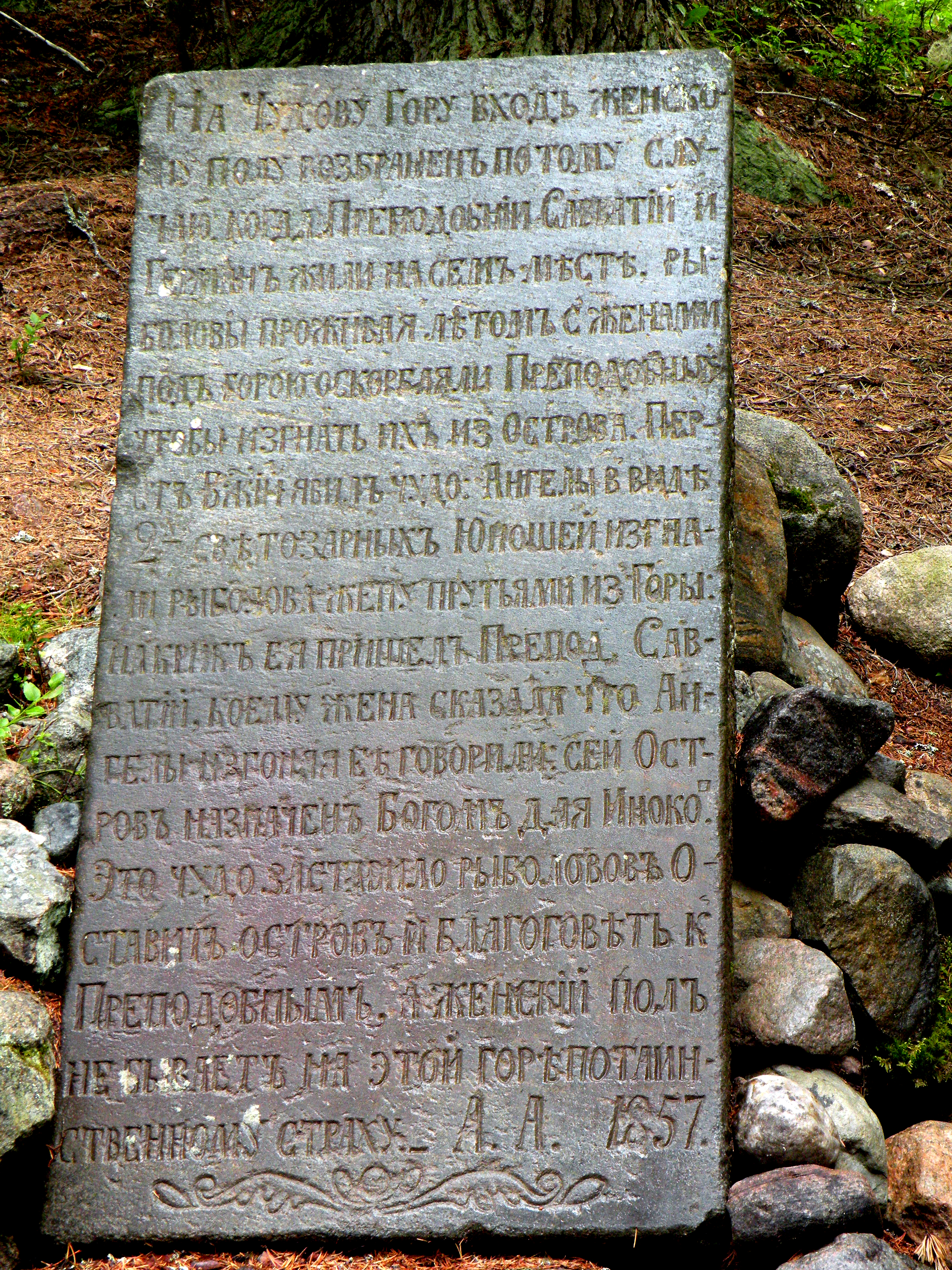
Пямятная плита с описанием чуда, установленная у подножия горы
архим. Александром в 1857 году.

Задолго до основания на Секирной горе монашеского скита эта местность пользовалось почитанием насельников Соловецкого монастыря. Само название горы связано с чудом, если верить сохранившемуся преданию, случившимся здесь ещё во времена Савватия и Германа Соловецких, первоначально живших недалеко от горы, на берегу бухты Сосновой. Согласно житию преподобных основателей северного монастыря, однажды они, выйдя из кельи и услышав плач, нашли неподалеку жену карельского рыбака, которая рассказала о том, что «два светлые юноши» били её прутьями, говоря при этом: «Уходите с этого места, вам нельзя здесь жить. Устроится тут жилище иноческому чину и соберется множество монахов во имя Божие». По-видимому, от высеченной на этом месте ангелами рыбацкой жены и произошло название горы — «Секирная».
Несмотря на столь явное предзнаменование, эта местность впоследствии долгое время оставалась безлюдной, однако известно, что в смутное время XVII—XVIII веков на горе находился сторожевой пост для наблюдения за морем.

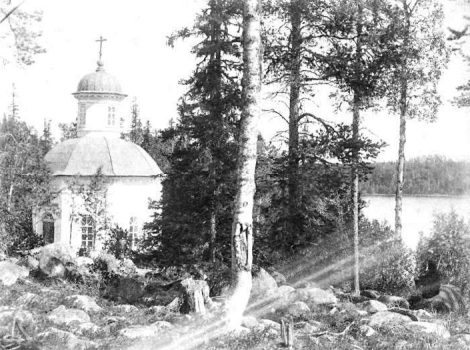
Часовня Архистратига Михаила, утраченная в советское время.

Собственно история скита начинается в середине XIX века, когда при настоятеле Порфирии в 1860—1862 годах здесь была возведена Вознесенская церковь. Официальный статус скит получил в 1861 году. Немного позже был построен деревянный двухэтажный корпус для проживания братии и паломников, а также валунная баня, конюшня, выкопан колодец. Под горой, на том месте, где согласно легенде ангелы высекли рыбацкую жену, была построена часовня в честь чуда архистратига Михаила в Хонех. На склонах горы были возделаны огороды, посажены ягодные кустарники.
Летом в скиту жило до шести человек братии, а на зиму оставалось два-три монаха ведущих отшельническую жизнь. В летнее время сюда приезжало множество паломников, желающих побывать на месте чудесного явления ангелов и полюбоваться прекрасными видами, открывающимися со смотровой площадки горы. Сохранились воспоминания, побывавшего здесь В. И. Немировича-Данченко: «Весь Соловецкий остров раскидывался далеко внизу со своими лесами, озерами, полянами, церквями, скитами, часовнями и горами. Какие нежные переливы красок, какие мягкие изгибы линий. Тут — темная зелень соснового леса, там — изумрудный простор пойменного луга и повсюду — серебряные щиты изящных озер… Соловецкие острова — венец, а Секирная и Голгофа — адаманты венца сего, — говорили мне монахи об этих местностях».
После Октябрьской революции во время существования на Соловках Соловецкого лагеря особого назначения (СЛОН) в Вознесенском скиту было устроен штрафной изолятор. У подножия горы проводились одиночные и массовые расстрелы.

## Современное состояние

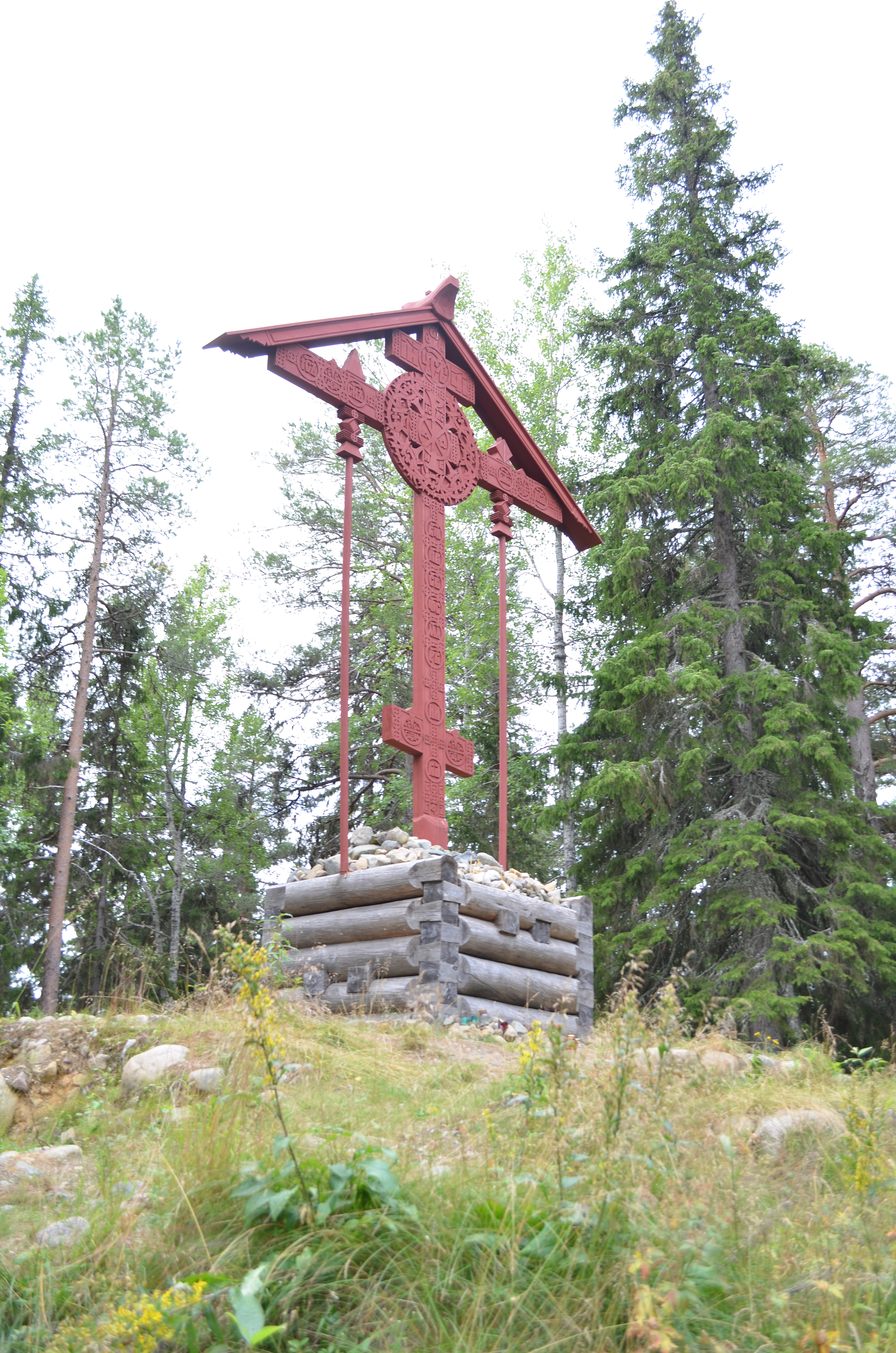
Поклонный крест в честь новомучеников Соловецких

Религиозная жизнь в скиту возобновилась в 1992 году, когда 4 июня, в праздник Вознесения Господня, впервые после длительного перерыва, в нём была совершена литургия. В августе того же года у подножия Секирной горы был установлен поклонный крест в честь Соловецких новомучеников. Установку креста благословил Патриарх Московский и всея Руси Алексий II, непосредственно руководвший его воздвижением. В следующем году, когда музей-заповедник «Коломенское» возвратил Соловецкому монастырю ранее принадлежащие ему предметы, в Вознесенский скит вернулась почитаемая икона «Чудо архистратига Михаила в Хонех».
В 2003 году по указу патриарха Алексия II в скиту была возобновлена монашеская жизнь. Скитоначальником был назначен иеромонах Матфей (Романчук). В том же году у дороги при подъезде к Секирной горе воздвигнут еще один  поклонный крест. В 2005 году, в ходе начавшейся реставрации Свято-Вознесенского храма, были восстановлены росписи придела в честь Чуда Архистратига Михаила в Хонех.
Летом 2006 года экспедицией Соловецкого музея заповедника была вскрыта одна из могильных ям расстрелянных узников СЛОНа, находящаяся на юго-западном склоне горы. Обнаруженные останки 26 человек были преданы земле, после того как монахи отслужили по ним панихиду. В ноябре 2007 года на Секирной горе была освящена часовня в честь новомучеников и исповедников Российских. В августе 2008 года исполняющий обязанности наместника монастыря архимандрит Мефодий освятил новый поклонный крест красного цвета в честь новомучеников и исповедников Соловецких, установленный у начала тропы, ведущей к месту массовых расстрелов.
В 2009 году находившийся на Соловках с пастырским визитом Патриарх Московский и всея Руси Кирилл посетил в том числе места связанные с деятельностью Соловецкого лагеря особого назначения. Предстоятель Русской православной церкви побывал на Секирной горе, где когда-то в заключении находился его дед по отцу - иерей Василий Степанович Гундяев.

## Архитектура скита

### Вознесенская церковь

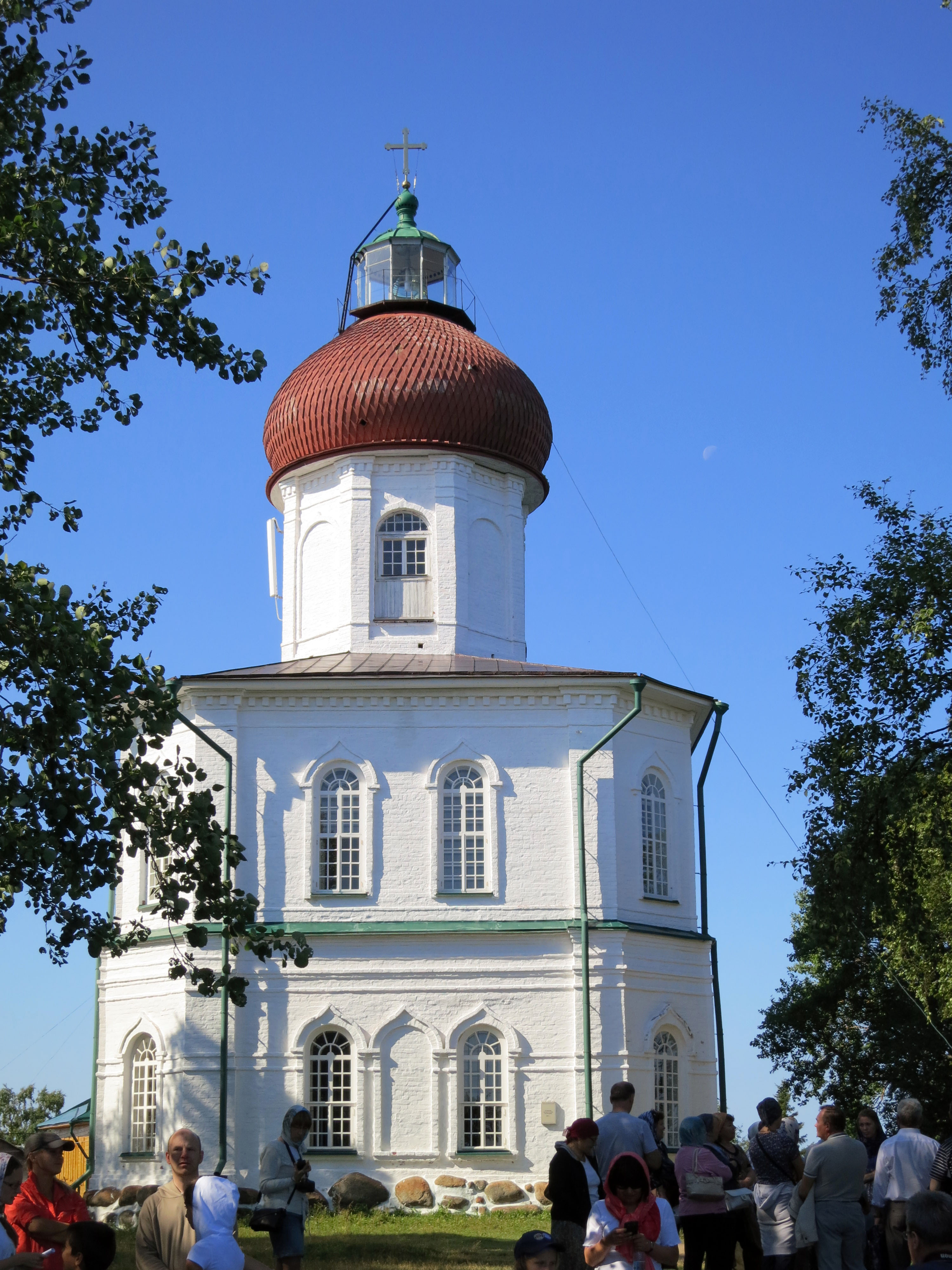
Церковь-маяк на Секирной горе.

Главной архитектурной доминантой комплекса Вознесенского скита является каменный трехъярусный одноглавый храм (восьмерик на четверике), построенный в середине XIX века по проекту архангельского губернского архитектора А. П. Шахларева. На первом ярусе храма находится престол освящённый в честь чуда архистратига Михаила в Хонех, на втором – в честь Вознесения Господня, на третьем ярусе ранее размещалась колокольня с четырьмя колоколами.
Венчая вершину горы, храм имеет четко выраженную вертикальную ориентацию объема, чему способствуют скосы по диагоналям основных фасадов, угловые лопатки, отсутствие алтарного выступа и высокий третий ярус. В общем композиционном решении памятника, видимо бессознательно, архитектором воспроизведена идея храма «под колоколы», известная по ряду сооружений XV-XVI веков.
Интересной особенностью этого храма является установленный в 1862 году над его куполом маяк, свет которого служит ориентиром проходящим около острова судам с 15 августа по 15 ноября каждого года. Первоначально, источником этого света, видимого на расстоянии более 22 морских миль (около 40 километров), служили керосиновые лампы, но в результате реконструкции 1904 года они были заменены на электрические. Тогда же на маяке были установлены линзы Френеля, что позволило ещё более увеличить дальность светового луча.

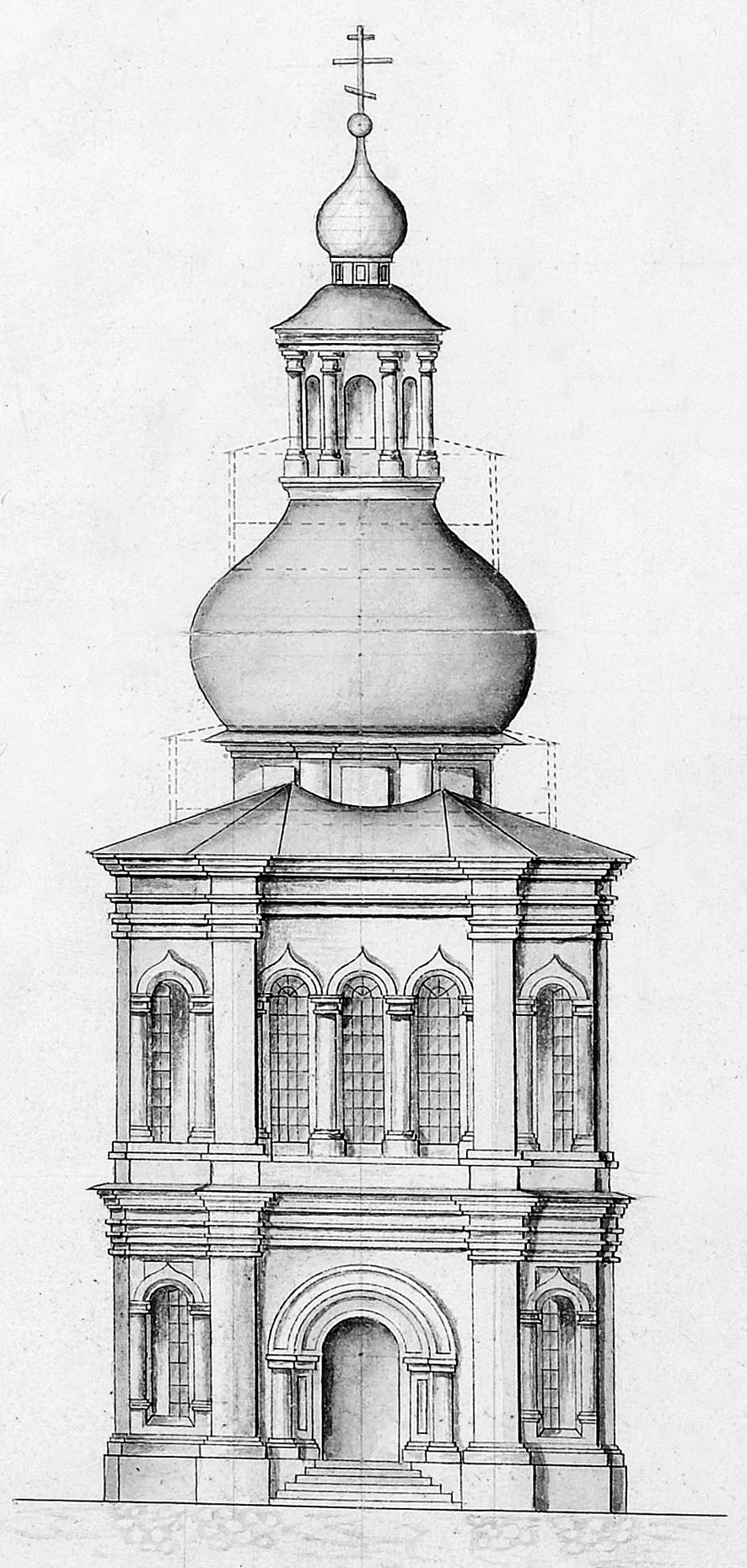
Первоначальный проект храма 1861 года (ещё без маяка).
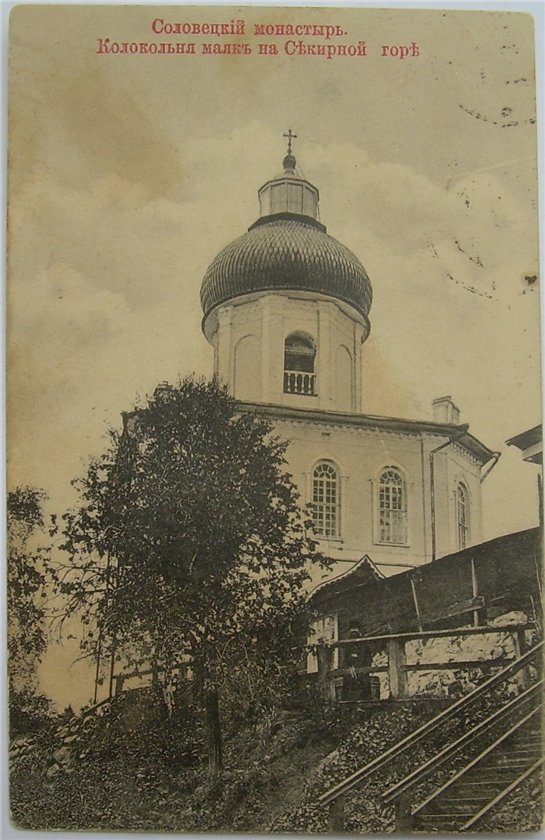
Церковь Вознесения на дореволюционной открытке.
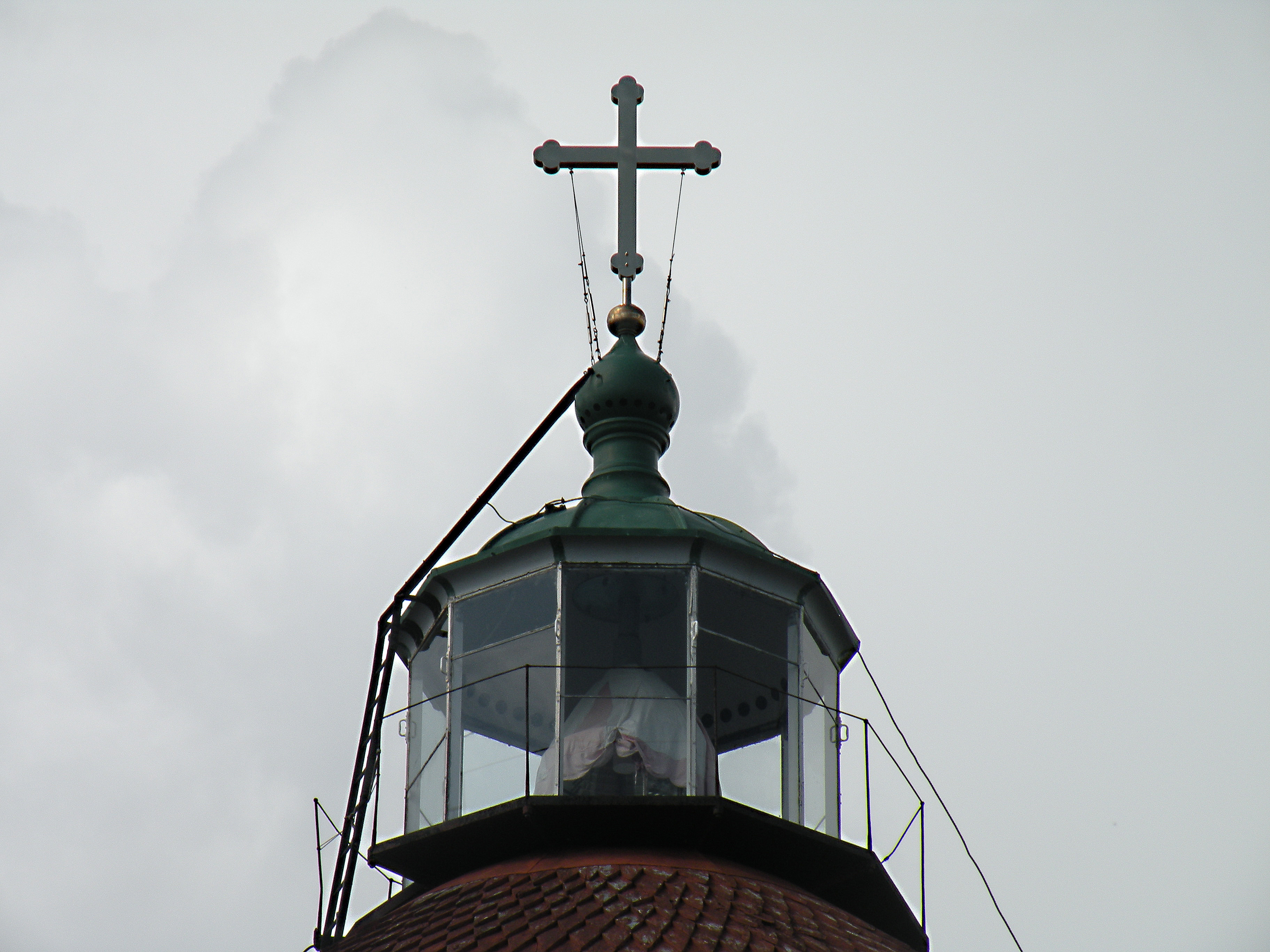
Маяк крупным планом.
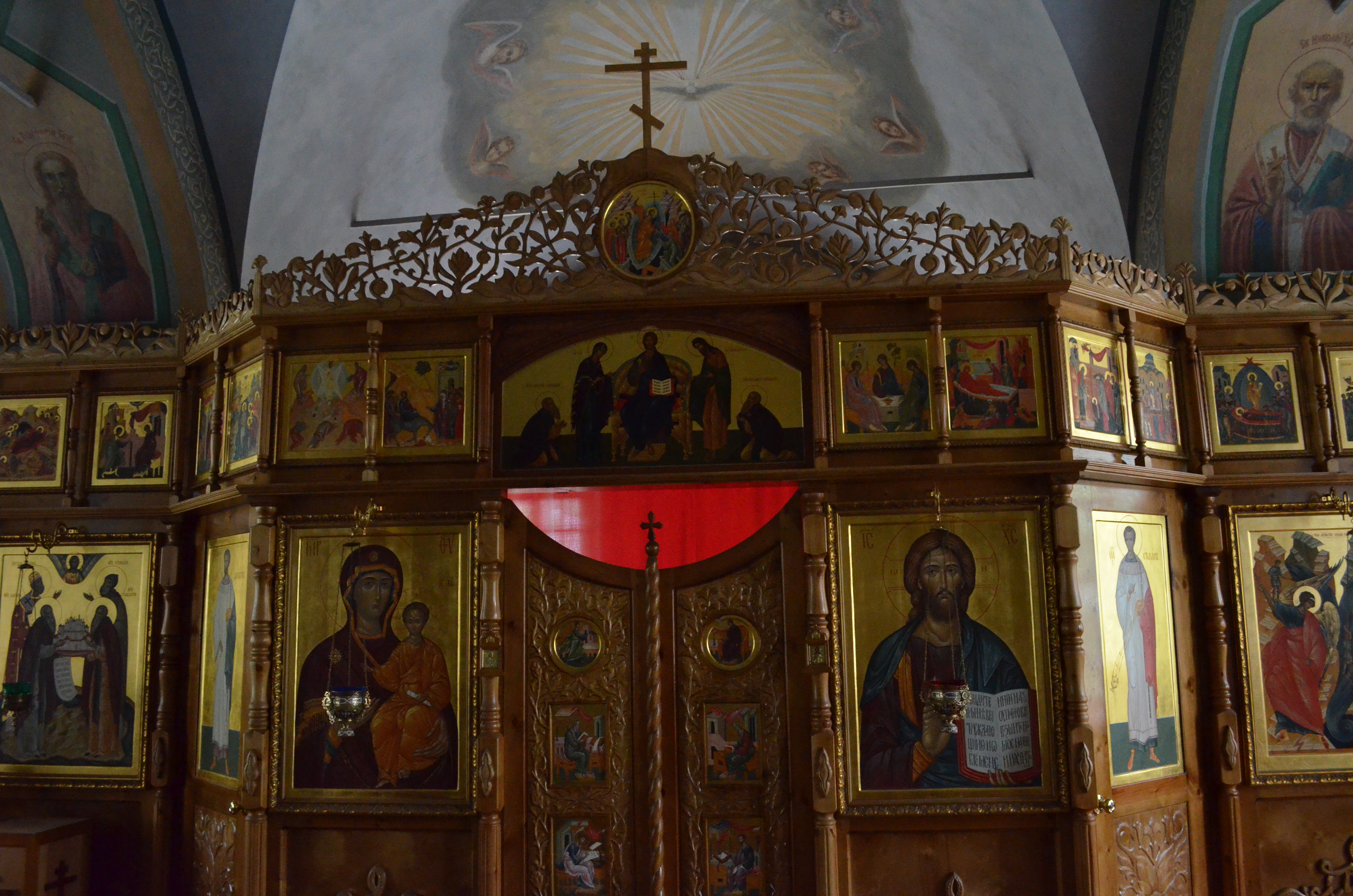
Царские врата.
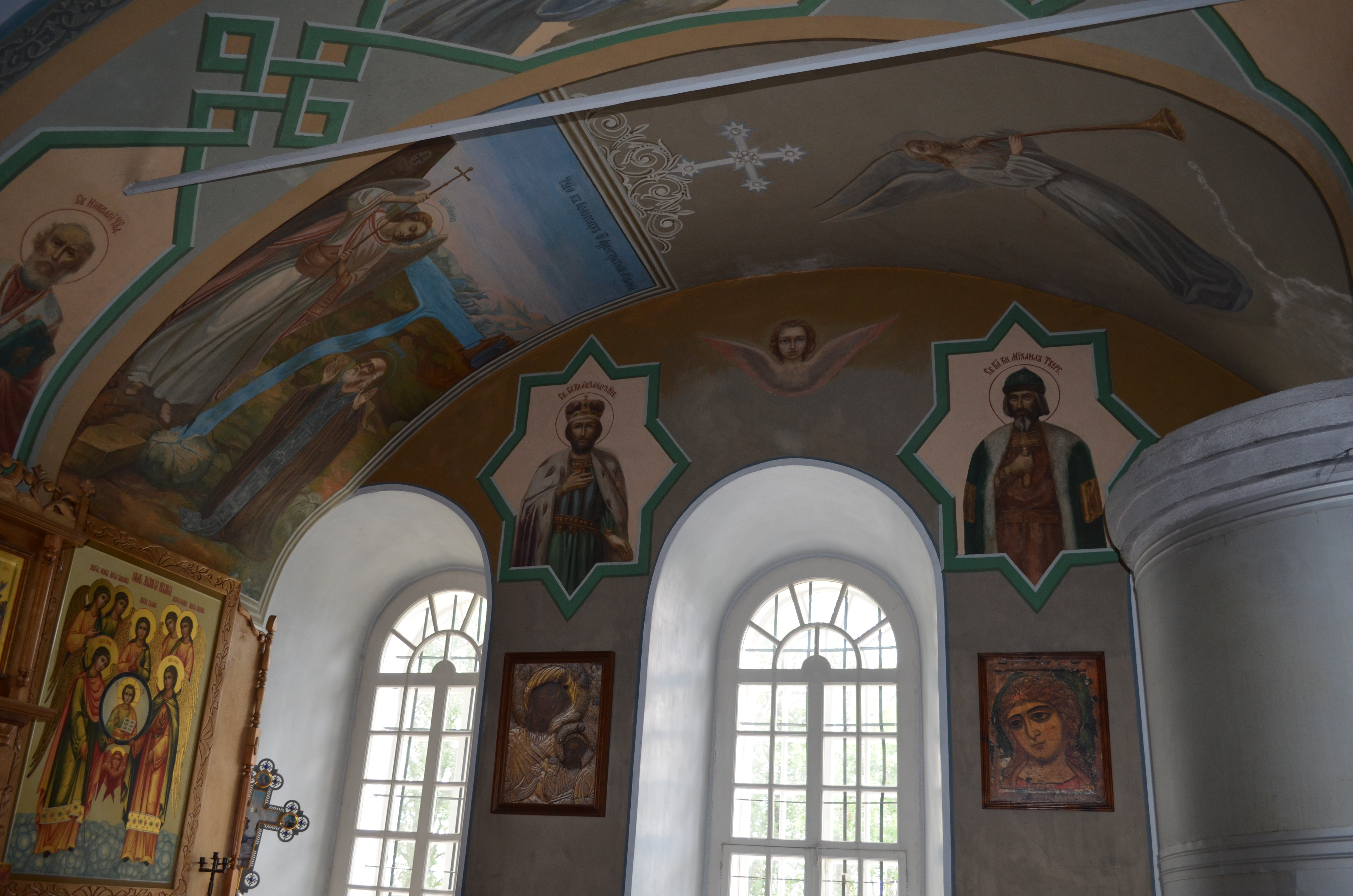
Роспись сводов.

### Другие постройки

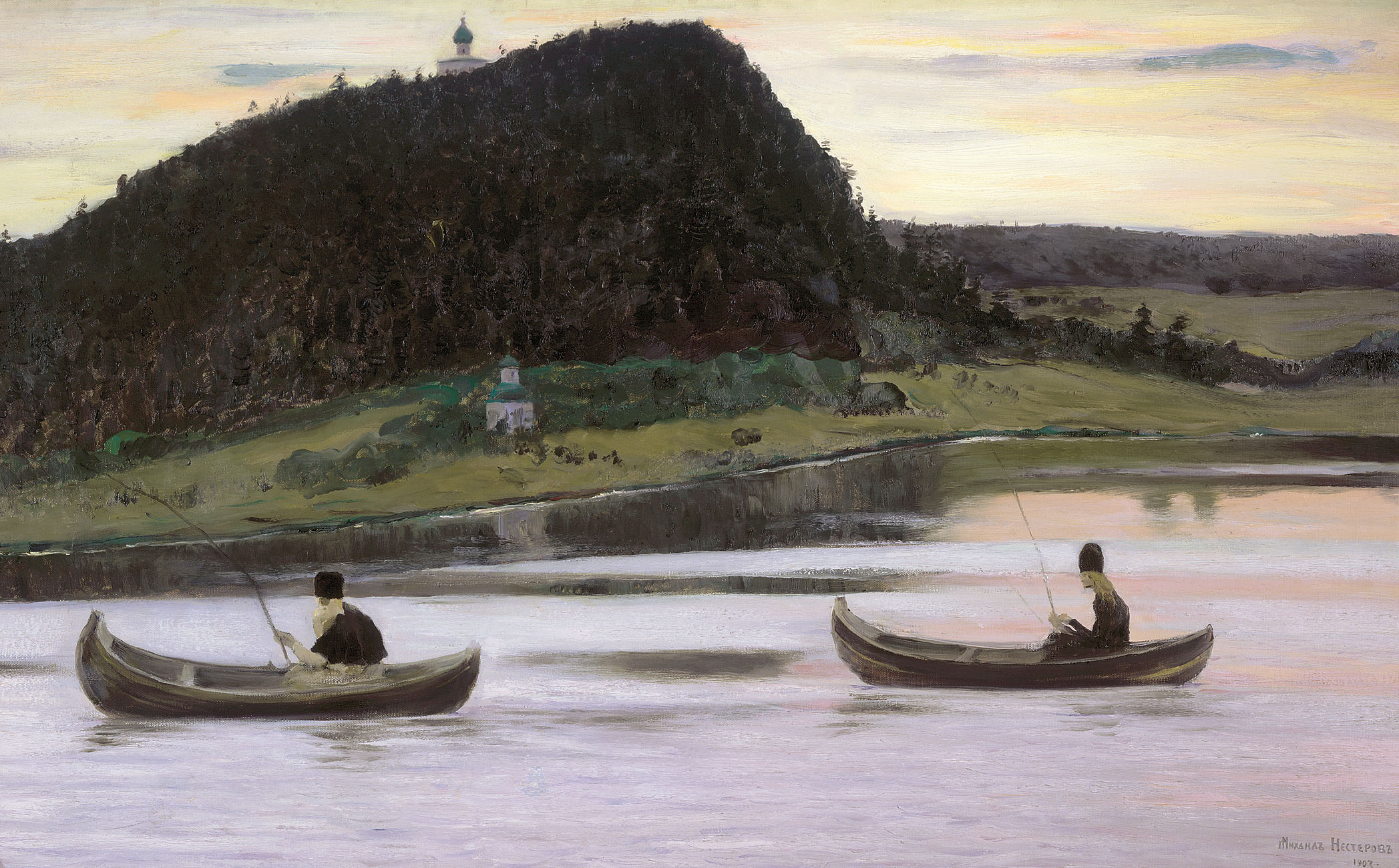
Нестеров М. В. "Молчание". 1903 год.

Из сохранившихся до наших дней построек Вознесенского скита следует отдельно отметить валунную баню и двухэтажный деревянный келейный корпус, постройки XIX века. Деревянная лестница ведущая на Секирную гору, разрушившаяся в советское время, была восстановлена уже в наши дни на средства Норвежского директората по культурному наследию.

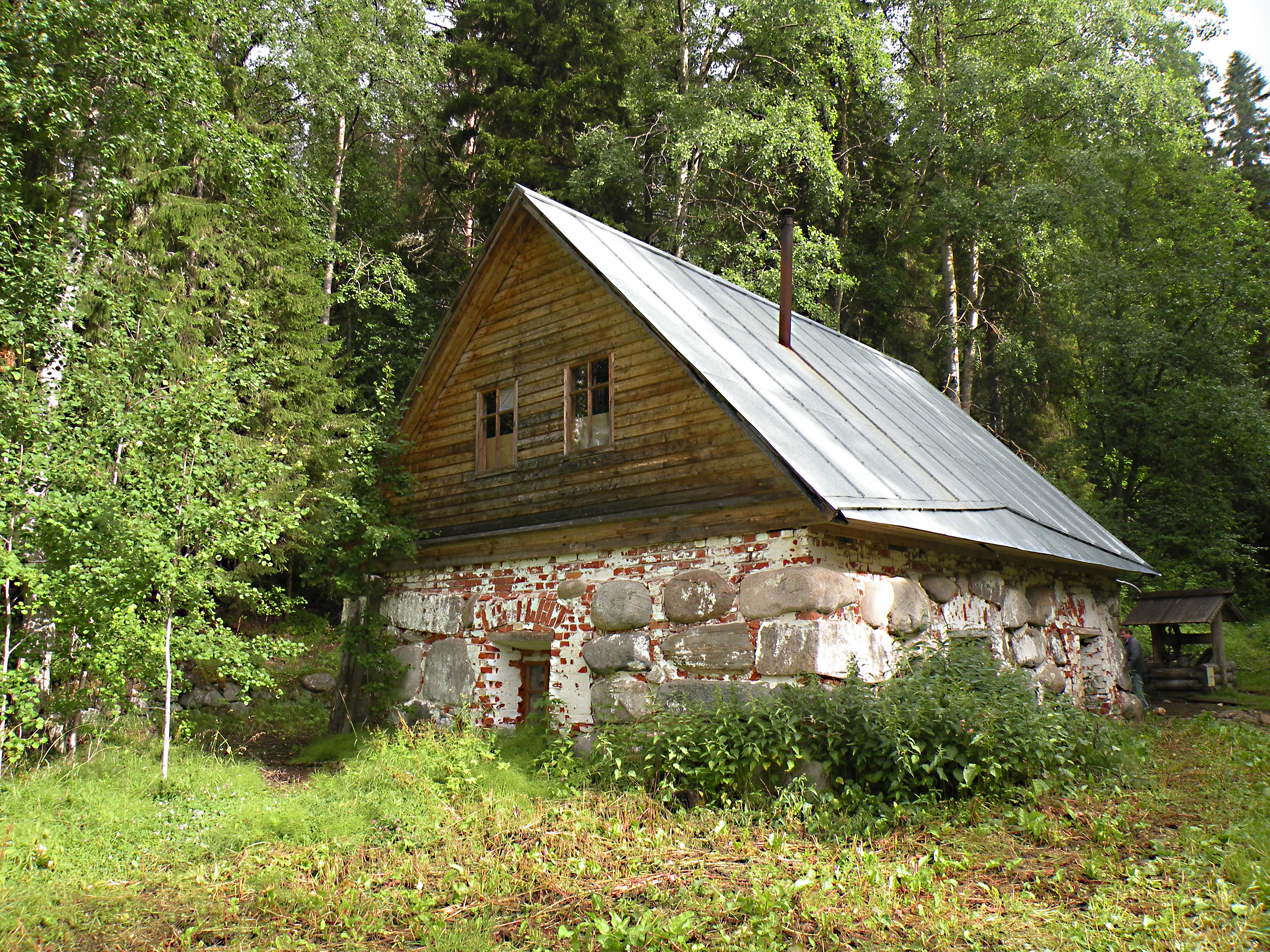
Валунная баня
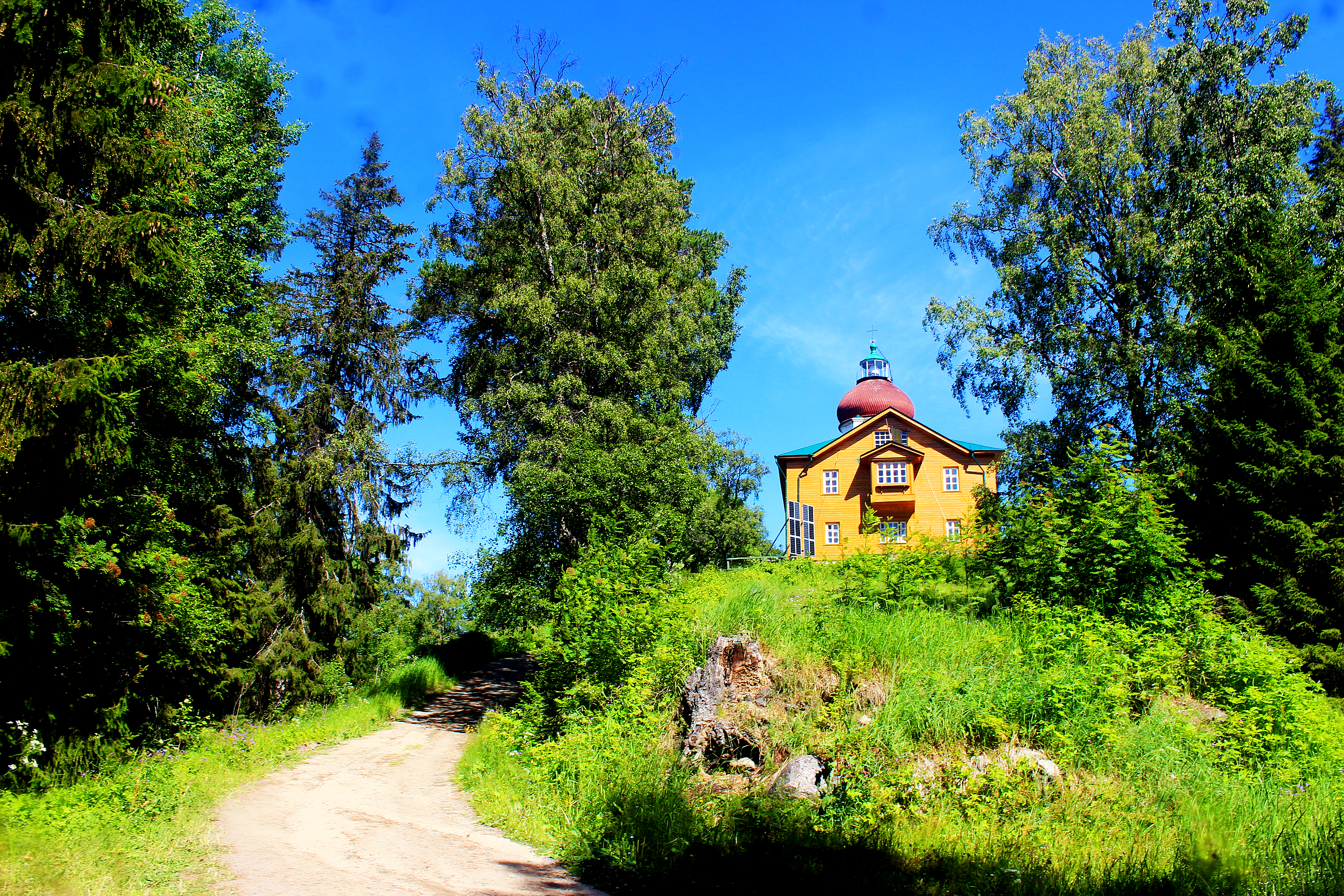
Келейный корпус (на заднем плане - купол Вознесенского храма).
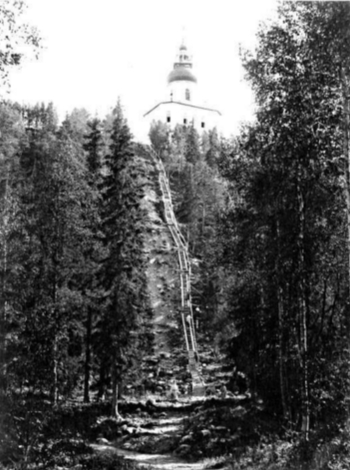
Деревянная лестница на Секирную гору. 1888 год.
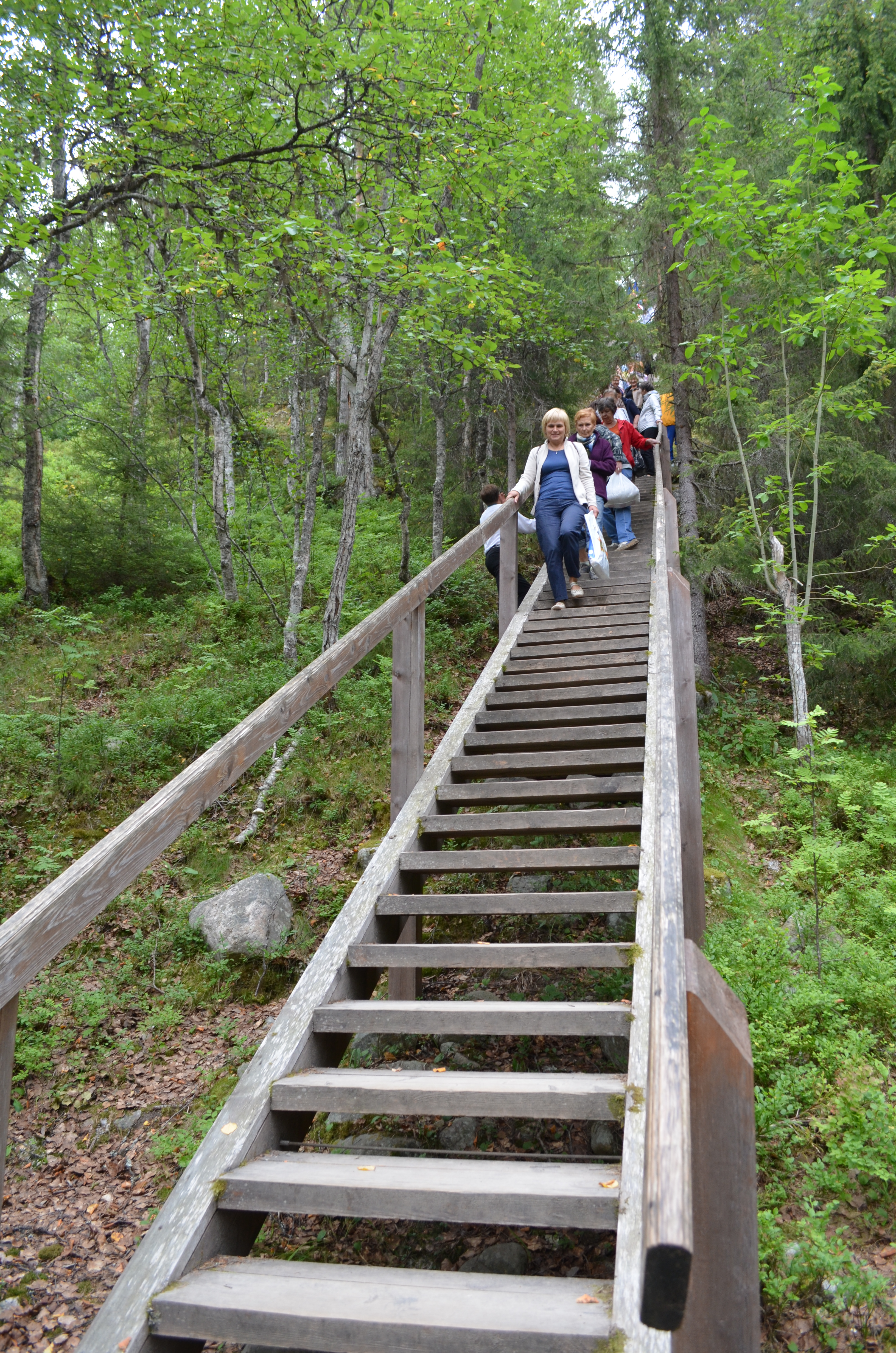
Восстановленная лестница. 2013 год.
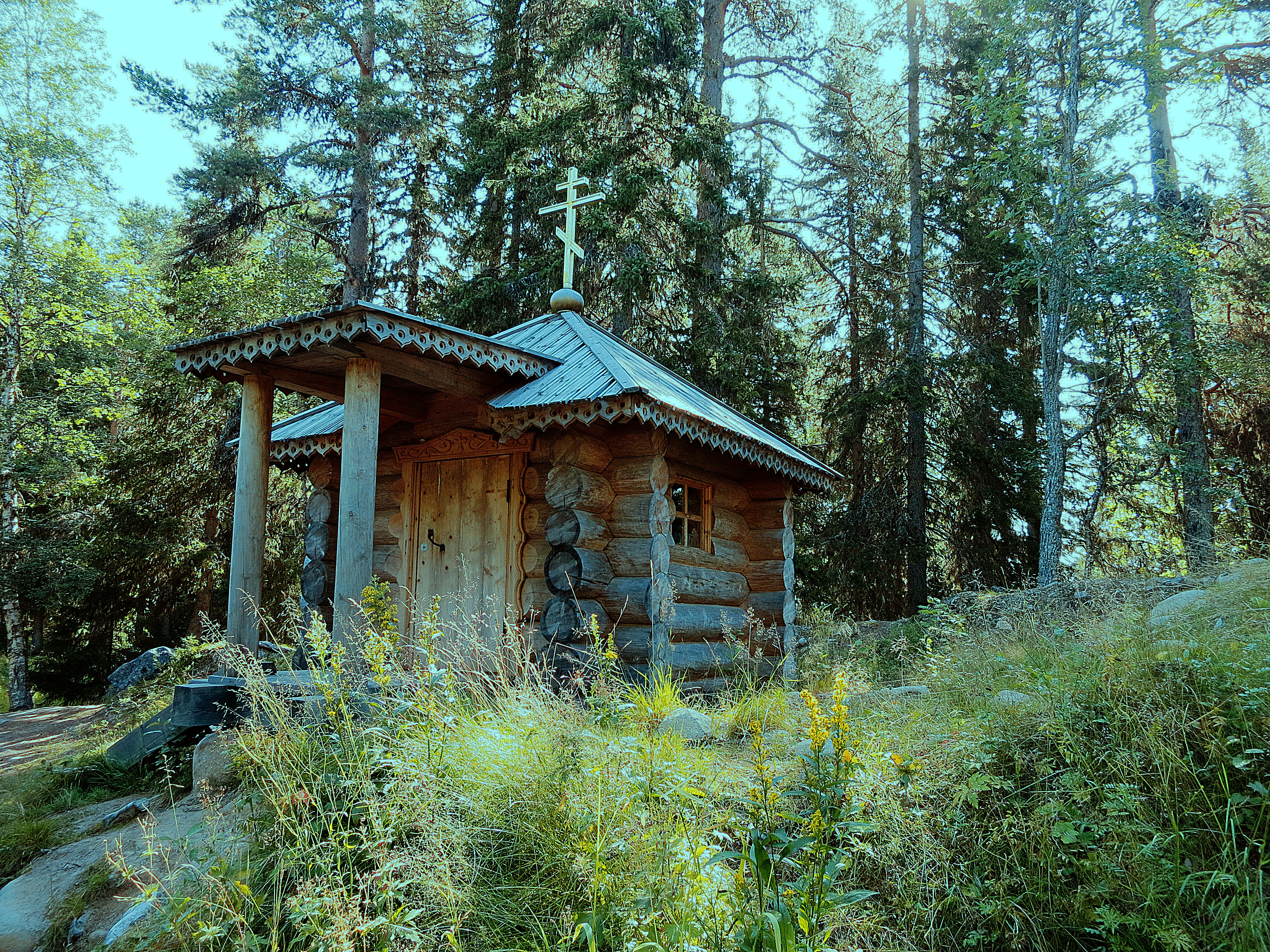
Часовня в честь новомучеников и исповедников Российских (построена в 2007 г.)